# غافين دوفي
غافين دوفي (بالإنجليزية: Gavin Duffy)‏ هو شخصية أعمال أيرلندي، ولد في 29 أبريل 1960 في كيلدير في جمهورية أيرلندا.